# Flugplatz Akiachak

i7
i11
i13
Der Flugplatz Akiachak (IATA-Code: KKI, FAA-LID: Z13) ist ein vom Staat angelegter Flugplatz nahe Akiachak, Bethel Census Area in Alaska.

## Infrastruktur
Der Platz hat eine 503 Meter lange und 12 Meter breite Schotterpiste (11/29). Der Bundesstaat plante 2007, knapp 1 km2 Land zu erwerben, um einen neuen Flugplatz mit längerer Piste zu bauen.